# Pediomelum megalanthum
Pediomelum megalanthum är en ärtväxtart som först beskrevs av Elmer Ottis Wooton och Paul Carpenter Standley, och fick sitt nu gällande namn av Per Axel Rydberg. Pediomelum megalanthum ingår i släktet Pediomelum och familjen ärtväxter.

## Underarter
Arten delas in i följande underarter:
- P. m. epipsilum
- P. m. megalanthum
- P. m. retrorsum

## Bildgalleri

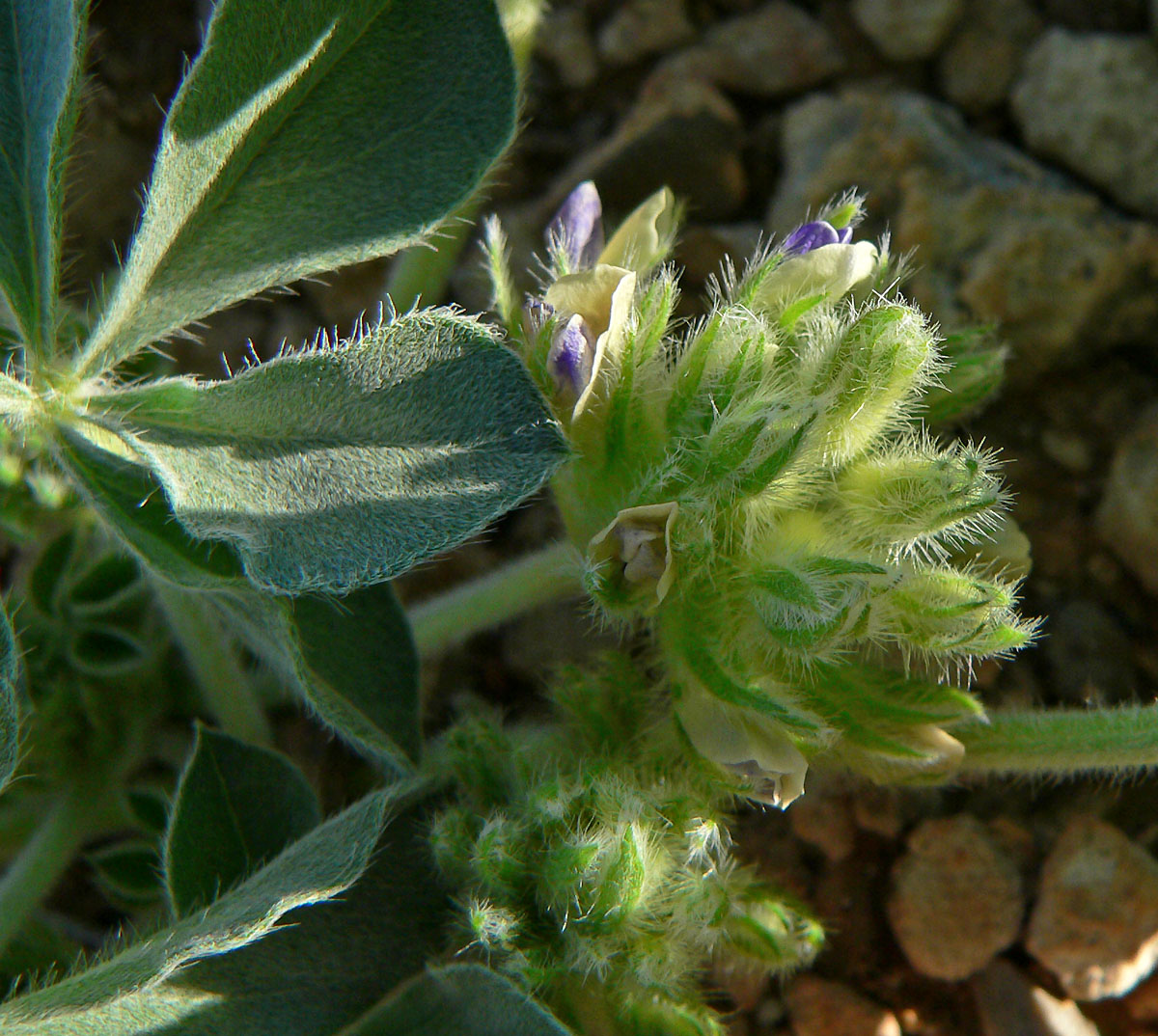
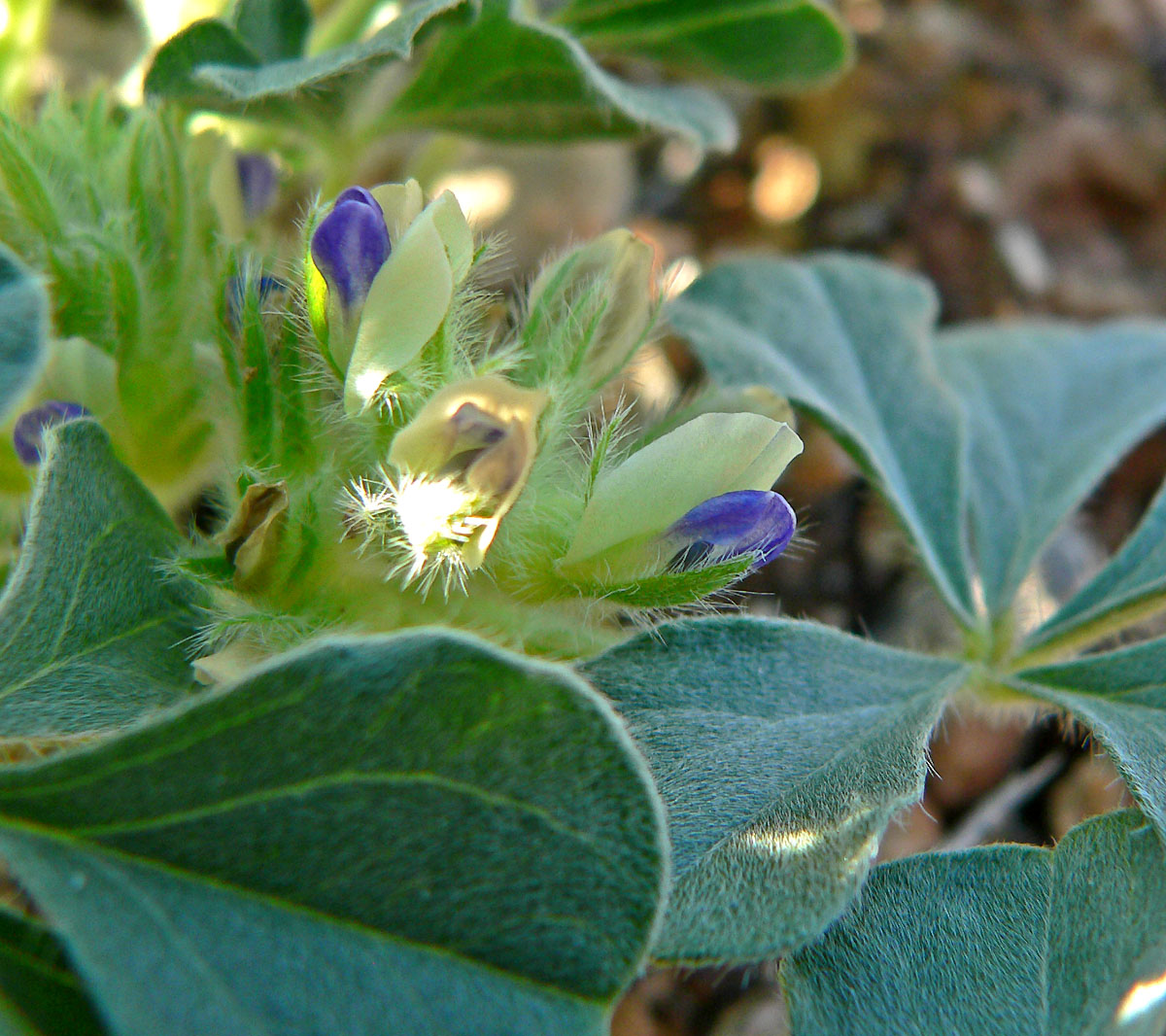
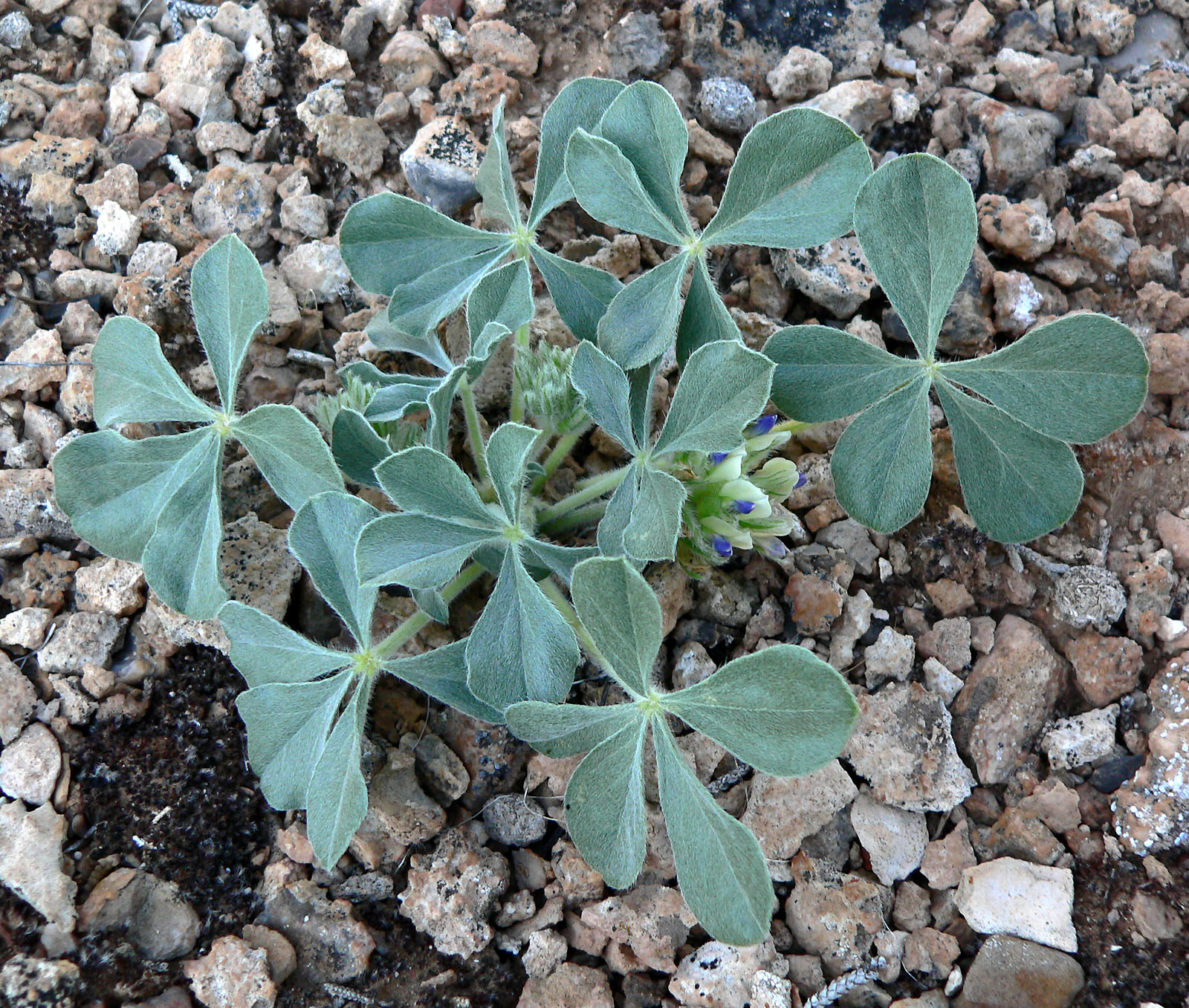
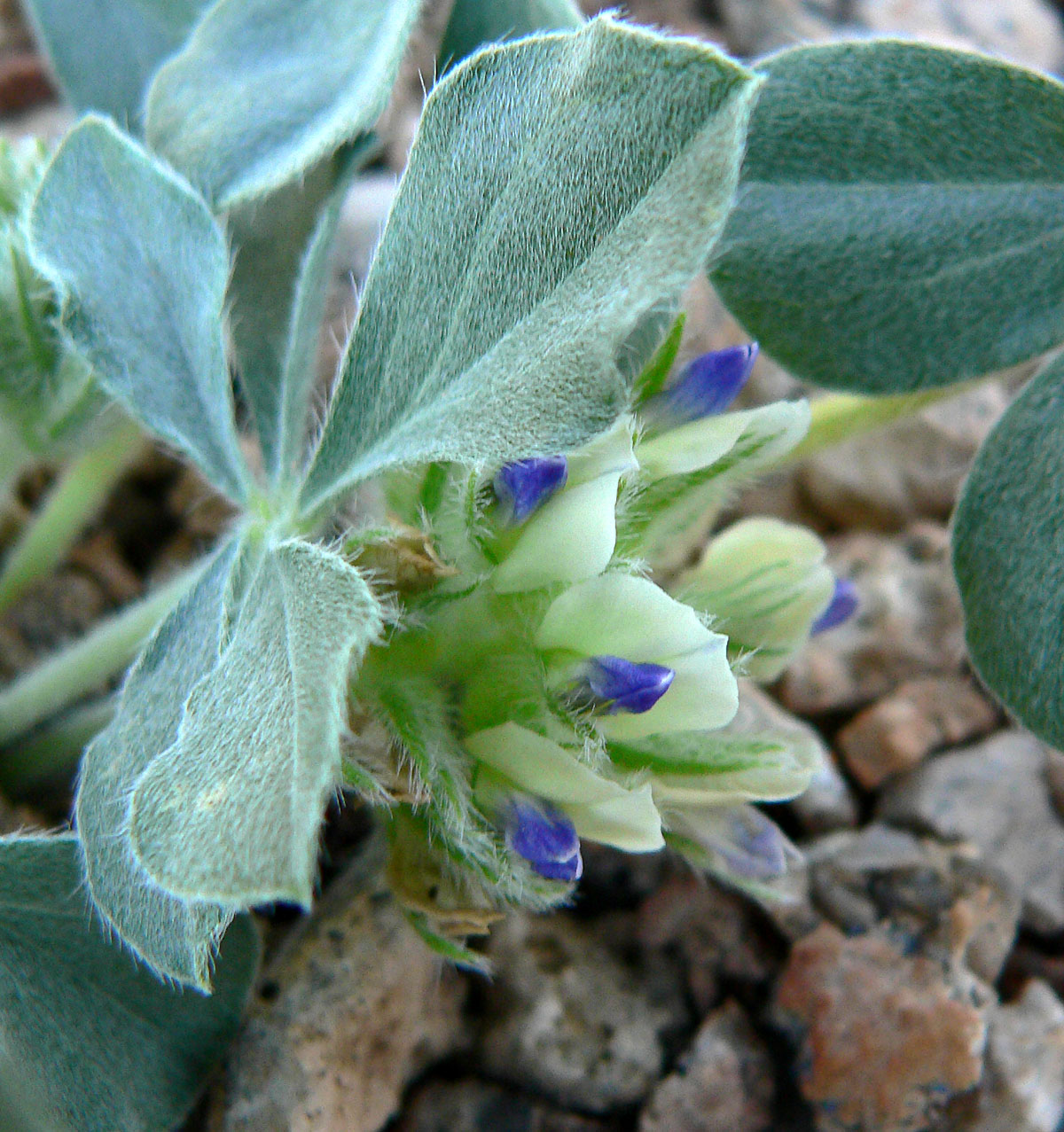